# Кампи (квартал)
Вижте пояснителната страница за други значения на Кампи.
Кампи (на шведски: Kampen) е квартал в центъра на Хелзинки, столицата на Финландия. Името произлиза от част от квартала, наречена „Полето Кампи“, но според текущите наименования на квартали в Хелзинки, кварталът обхваща много по-голяма площ с население от 10 000 души през 2004 г.
Централната част на Кампи е част от централния бизнес район. За разлика от останалите квартали в Хелзинки, кварталът Кампи остава недоразвит преди 2002 г.
Името Кампи произлиза от шведската дума битка на шведски: Kampen. Под руско владичество през 19 век, Кампи е използван от руските войски за полета с казарми и обучения. Това така наречено „Поле Кампи“ в центъра на Кампи е местоположението на пазар, управляван от еврейски търговци от края на 19 век до 1929 година, когато е бил затворен. Новата пешеходна зона, която се намира на същото място, завършена през 2005 година, като част от проект за пълна реконструкция, официално кръстен Narinkkatori на шведски: Narinken, което идва от името на стария еврейски пазар. Името на пазара идва от руски език, защото повечето евреи идват от Русия и говорят руски език. На руски език „на рынке“, което означава „на пазара“. Говорещите финландски език започнали да го наричат narinkka и така името е останало и до днес. Малко хора днес знаят произхода на наименованието.
Хелзинкската стара църква и наблизо разположеният парк също се намират в квартал Кампи.
Централна автогара Хелзинки, намираща се в модерен терминал, изграден изцяло под земята в квартал Кампи, и централната гара Хелзинки са разположени само на няколкостотин метра една от друга. Известно място за посещения в квартала е най-големият синеплекс в Хелзинки, „Тениспатси“.
До август 2002 г. ценърът на Кампи е бил зает от строителството на най-големия строителен обект във Финландия. Първата фаза на проекта е подземен автобусен терминал, открит през юни 2006, Кампи Център- къщи и апартаменти с високо качество и голям търговски център.